# 上普拉納

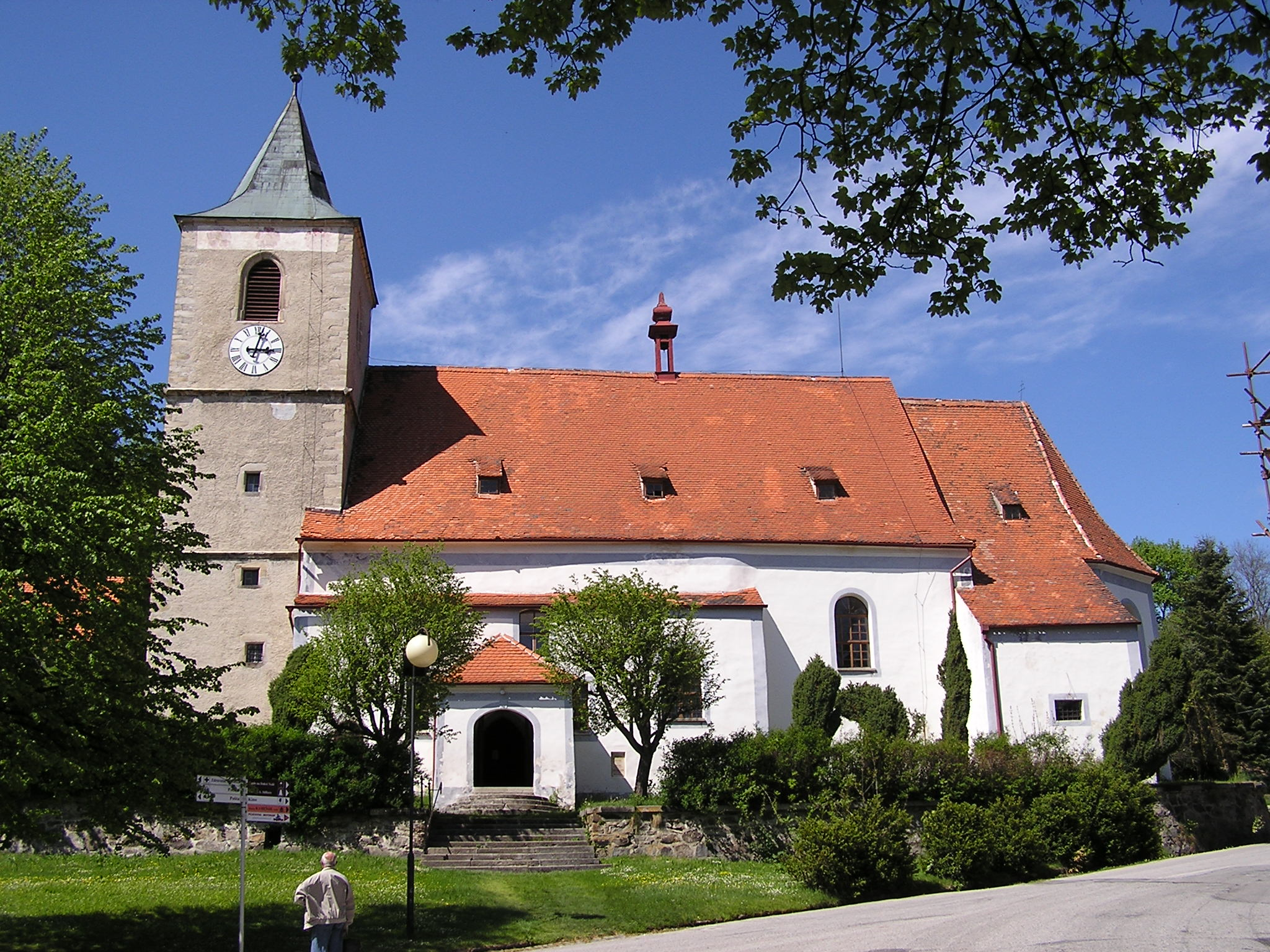

上普拉納是捷克的城鎮，位於該國西南部伏爾塔瓦河北岸，由南摩拉維亞州負責管轄，面積99.26平方公里，海拔高度776米，2005年人口達到2,287，人口密度為每平方公里23人。

## 外部連結
- （捷克文） Official website （页面存档备份，存于）
- World War II scene （页面存档备份，存于） NAZI occupation of Czechoslovakia